# Motion In The Ocean
Motion In The Ocean er det 3. studiealbum fra det engelske Pop Rock band McFly

## Sange
1. We Are The Young
2. Star Girl
3. Please, Please
4. Sorry's Not Good Enough
5. Bubblewrap
6. Transylvania
7. Lonely
8. Don't Stop Me Now (kun special udgave)
9. Little Joanna
10. Friday Night
11. Walk In The Sun
12. Home Is Where The Heart Is
13. Baby's Coming Back

## Singler
- Don't Stop Me Now/Please, Please (udgivet 17. Juli 2006)
- Star Girl (udgivet 23 Oktober 2006)
- Sorry's Not Good Enough/Friday Night (udgivet 18. December 2006)
- Baby's Coming Back/Transylvania (udgivet 7. Maj 2007)